# Drottningoffret
Drottningoffret är en svensk-dansk-finländsk-norsk dramaserie från 2010–2011, i tre delar och i regi av Kathrine Windfeld. I huvudrollerna finns bland annat Suzanne Reuter och Alexandra Rapaport. Serien hade svensk TV-premiär den 27 december 2010.

## Handling
Partiordföranden Elizabeth Meyer är helt inställd på att Charlotte Ekeblad ska ta över som partiledare för Socialdemokraterna, medan Charlotte själv har börjat fundera på om hon verkligen ska fortsätta med politiken då hon samtidigt har fått ett erbjudande om ett civilt toppjobb. Elizabeth, som har insjuknat i Alzheimers, försöker att dölja sin sjukdom för alla sina partikamrater för att nå sitt mål med att få Charlotte att ta över innan hennes sjukdom avslöjas.

## Om serien
Serien, som är en fristående fortsättning på Kronprinsessan och Kungamordet, visades i SVT 1 under tre måndagar i rad mellan den 27 december 2010 och 10 januari 2011. Serien är baserad på Hanne-Vibeke Holsts roman med samma namn från år 2008.
Serien släpptes på DVD den 16 mars 2011.

## Medverkande
- Suzanne Reuter - Elisabeth Meyer
- Alexandra Rapaport - Charlotte Ekeblad
- Ulf Friberg - Thomas Ekeblad
- Sven Ahlström - Ivar Hellenius
- Magnus Mark - Ulf Holmberg
- Annika Hallin - Lilli Frykberg
- Staffan Kihlbom - Anders Saar
- Kajsa Ernst - Christina Larsson
- Sverrir Gudnason - Rasmus Hamberg
- Sten Elfström - Bengtsson
- Görel Crona - Anita
- David Dencik - Fredric
- Martin Wallström - Johnny
- Bjørn Floberg - Kjell Dahl
- Bojan Westin - moster Rakel
- Dag Malmberg - Carsten Vinge
- Erika Höghede - Louise
- Johan H:son Kjellgren - Hyvönen, läkare
- Liv Mjönes - Jenny
- Tobias Hjelm - Torbjörn
- Claes Hartelius - Anitas chef
- Peder Falk - Wästberg
- Per Graffman - Rabbi
- Kristoffer Stålbrand - Mäklare
- William Backman - Mattias